# Ronde van Duitsland 2000
De Ronde van Duitsland 2000 was de 23e editie van de Ronde van Duitsland. De titelverdediger was Jens Heppner. De koers werd verreden van 26 mei tot en met 1 juni. Ditmaal ging de eindoverwinning naar de Spanjaard David Plaza. Van de 142 gestarte renners wisten er 117 de eindstreep te bereiken.

## Etappe-overzicht
| etappe | datum  | start          | finish         | afstand  | winnaar          | klassementsleider |
| ------ | ------ | -------------- | -------------- | -------- | ---------------- | ----------------- |
| 1      | 26 mei | Bonn           | Wiesbaden      | 179,1 km | Jens Heppner     | Jens Heppner      |
| 2      | 27 mei | Wiesbaden      | Pforzheim      | 203,2 km | Erik Zabel       | Jens Heppner      |
| 3      | 28 mei | Pforzheim      | Bad Dürrheim   | 215,9 km | Udo Bölts        | Jens Heppner      |
| 4      | 29 mei | Bad Dürrheim   | Stuttgart      | 183,5 km | Davide Casarotto | Jens Heppner      |
| 5      | 30 mei | Stuttgart      | Ansbach        | 187,6 km | Erik Zabel       | Jens Heppner      |
| 6      | 31 mei | Ansbach        | Herzogenaurach | 102,6 km | Marcel Wüst      | Jens Heppner      |
| 7      | 31 mei | Herzogenaurach | Herzogenaurach | 35,7 km  | David Plaza      | David Plaza       |
| 8      | 1 juni | Potsdam        | Berlijn        | 139,4 km | Erik Zabel       | David Plaza       |

## Etappe-uitslagen

### 1e etappe
| Bonn – Wiesbaden (179,1 km) |                |                     |          |
| Plaats                      | Naam           | Ploeg               | Tijd     |
| Winnaar                     | Jens Heppner   | Deutsche Telekom    | 4u53'10" |
| 2                           | Peter Wrolich  | Team Gerolsteiner   | z.t.     |
| 3                           | Laurent Dufaux | Saeco-Valli & Valli | z.t.     |

### 2e etappe
| Wiesbaden – Pforzheim (203,2 km) |                |                        |          |
| Plaats                           | Naam           | Ploeg                  | Tijd     |
| Winnaar                          | Erik Zabel     | Deutsche Telekom       | 5u01'40" |
| 2                                | Andreas Klier  | Farm Frites            | z.t.     |
| 3                                | Andreas Kappes | Agro-Adler-Brandenburg | z.t.     |

### 3e etappe
| Pforzheim – Bad Dürrheim (215,9 km) |                    |                   |          |
| Plaats                              | Naam               | Ploeg             | Tijd     |
| Winnaar                             | Udo Bölts          | Deutsche Telekom  | 6u02'06" |
| 2                                   | Michele Bartoli    | Mapei-Quick Step  | z.t.     |
| 3                                   | Tobias Steinhauser | Team Gerolsteiner | + 4"     |

### 4e etappe
| Bad Dürrheim – Stuttgart (183,5 km) |                  |                  |          |
| Plaats                              | Naam             | Ploeg            | Tijd     |
| Winnaar                             | Davide Casarotto | Alessio          | 4u11'01" |
| 2                                   | Erik Zabel       | Deutsche Telekom | + 11"    |
| 3                                   | Bert Dietz       | Team Nürnberger  | z.t.     |

### 5e etappe
| Stuttgart – Ansbach (188 km) |                  |                        |          |
| Plaats                       | Naam             | Ploeg                  | Tijd     |
| Winnaar                      | Erik Zabel       | Deutsche Telekom       | 4u33'24" |
| 2                            | Søren Petersen   | Team Cologne           | z.t.     |
| 3                            | Aljaksandr Oesaw | Phonak Hearing Systems | z.t.     |

### 6e etappe
| Ansbach – Herzogenaurach (103 km) |                  |                        |          |
| Plaats                            | Naam             | Ploeg                  | Tijd     |
| Winnaar                           | Marcel Wüst      | Festina                | 2u28'10" |
| 2                                 | Andreas Beikirch | Agro-Adler-Brandenburg | z.t.     |
| 3                                 | Endrio Leoni     | Alessio                | z.t.     |

### 7e etappe
| Herzogenaurach – Herzogenaurach (individuele tijdrit over 36 km) |                 |                  |        |
| Plaats                                                           | Naam            | Ploeg            | Tijd   |
| Winnaar                                                          | David Plaza     | Festina          | 42'53" |
| 2                                                                | Andreas Klöden  | Deutsche Telekom | + 40"  |
| 3                                                                | Bruno Boscardin | Post Swiss Team  | + 44"  |

### 8e etappe
| Potsdam – Berlijn-Kurfürstendamm (139 km) |             |                  |          |
| Plaats                                    | Naam        | Ploeg            | Tijd     |
| Winnaar                                   | Erik Zabel  | Deutsche Telekom | 3u15'58" |
| 2                                         | Jans Koerts | Farm Frites      | z.t.     |
| 3                                         | Marcel Wüst | Festina          | z.t.     |

## Eindklassementen

### Algemeen klassement
| Plaats    | Naam                  | Ploeg                   | Tijd      |
| --------- | --------------------- | ----------------------- | --------- |
| Gele trui | David Plaza           | Festina                 | 31u08'55" |
| 2         | Andreas Klöden        | Team Deutsche Telekom   | + 42"     |
| 3         | Udo Bölts             | Team Deutsche Telekom   | + 1' 26"  |
| 4         | Ángel Casero          | Festina                 | + 1' 42"  |
| 5         | Michael Blaudzun      | MemoryCard-Jack & Jones | + 1' 46"  |
| 6         | Jens Heppner          | Team Deutsche Telekom   | + 2' 06"  |
| 7         | Matthias Buxhofer     | Phonak Hearing Systems  | + 2' 30"  |
| 8         | Rolf Aldag            | Team Deutsche Telekom   | + 2' 40"  |
| 9         | Laurent Dufaux        | Saeco-Valli & Valli     | + 2' 41"  |
| 10        | Torsten Schmidt       | Team Gerolsteiner       | + 2' 46"  |
|           |                       |                         |           |
| 19        | Jürgen Van Roosbroeck | Vlaanderen 2002-EM      | + 4' 22"  |
| 50        | Max van Heeswijk      | Mapei-Quick Step        | + 27' 20" |

### Puntenklassement
| Plaats      | Naam             | Ploeg                  | Punten |
| ----------- | ---------------- | ---------------------- | ------ |
| Groene trui | Erik Zabel       | Team Deutsche Telekom  | 142    |
| 2           | Peter Wrolich    | Team Gerolsteiner      | 75     |
| 3           | Aljaksandr Oesaw | Phonak Hearing Systems | 67     |

### Bergklassement
| Plaats    | Naam            | Ploeg             | Punten |
| --------- | --------------- | ----------------- | ------ |
| Rode trui | David Plaza     | Festina           | 27     |
| 2         | Sven Teutenberg | Team Gerolsteiner | 18     |
| 3         | Pascal Hervé    | Team Polti        | 15     |

## Uitvallers

### 4e etappe
- Mario Bolz (Agro-Adler-Brandenburg)
- Tiaan Kannemeyer (Team Cologne)
- Michael Rich (Team Gerolsteiner)
- Jürgen Werner (Team Nürnberger)

### 5e etappe
- Jonathon Hall (Festina)
- Glenn D'Hollander (Lotto-Adecco)
- Peter Van Petegem (Farm Frites)
- Tobias Steinhauser (Team Gerolsteiner)
- Slavomir Heger (Wüstenrot-ZVVZ)

### 6e etappe
- Daniel Atienza (Saeco-Valli & Valli)
- Jochen Summer (Phonak Hearing Systems)

1911 · 1912-1921 · 1922 · 1923-1926 · 1927 · 1928-1929 · 1930 · 1931 · 1932-1936 · 1937 · 1938 · 1939 · 1940-1946 · 1947 · 1948 · 1949 · 1950 · 1951 · 1952 · 1953-1959 · 1960 · 1961 · 1962 · 1963-1978 · 1979 · 1980 · 1981 · 1982 · 1983-1998 · 1999 · 2000 · 2001 · 2002 · 2003 · 2004 · 2005 · 2006 · 2007 · 2008 · 2009-2017 · 2018 · 2019 · 2020 · 2021 · 2022 · 2023 · 2024